# Аспергилл гнездовой
Асперги́лл гнездово́й (лат. Aspergíllus nídulans) — вид грибов-аскомицетов, относящийся к роду аспергилл (Aspergillus). Ранее это название относилось только к анаморфной стадии гриба, а телеоморфа именовалась эмерице́лла погружённая (Emericella nidulans).

## Описание
Колонии на агаре Чапека с дрожжевым экстрактом (CYA) 4—5 см в диаметре на 7-е сутки, бархатистые, реже шерстистые, с белым мицелием и различной интенсивности конидиальным спороношением в зеленоватых тонах. Иногда выделяется фиолетовый растворимый пигмент. Реверс оранжевый, коричневый, фиолетово-коричневый, реже бледный. Обильны белые клейстотеции, окружённые белыми до желтоватых покровными клетками. При 37 °C колонии 5—7 см в диаметре, без воздушного мицелия, с более выраженным преобладанием аскоспорового спороношения. На агаре с солодовым экстрактом (MEA) колонии 3,5—6 см в диаметре на 7-е сутки, бархатистые или шерстистые, с преобладанием конидиального либо аскоспорового спороношения. Реверс бледный до фиолетово-коричневого.
Клейстотеции обильные, белые, затем тёмно-красные или светло-винные, 100—250 мкм в диаметре. Аскоспоры пурпурно-красные, эллипсоидальные, с двумя сближенными экваториальными гребнями, 3,8—6 мкм длиной.
Конидиеносные головки двухъярусные, с коричневой ножкой 60—150 мкм длиной, с полушаровидным апикальным вздутием до 8—12 мкм. Метулы покрывающие верхнюю половину или меньшую часть вздутия, 5—8 мкм длиной. Фиалиды 5—8 мкм длиной. Конидии шаровидные, шероховатые, 3—3,5 мкм в диаметре.

### Отличия от близких видов
Определяется по быстрому росту при 37 °C, обильному образованию клейстотециев с покровными клетками, зеленоватому конидиальному спороношению, представленному двухъярусными головками на коричневых ножках.

## Экология
Широко распространённый вид, часто выделяемый из почвы и с различных растительных субстратов. На пищевых продуктах встречается редко, наиболее часто — на зерне и зерновых продуктах.
Продуцент стеригматоцистина и сильнодействующего токсина эместрина.

## Таксономия
Aspergillus nidulans (Eidam) G.Winter, Rabenh. Krypt.-Fl. ed. 2 1 (2): 62 (1884). — Sterigmatocystis nidulans Eidam, Beitr. Biol. Pflanzen 3: 392 (1883).

### Синонимы
- Aspergillus nidulellus Samson & W.Gams, 1986, nom. superfl.
- Diplostephanus nidulans (Eidam) Neveu-Lem., 1921
- Emericella nidulans (Eidam) Vuill., 1927
- Sterigmatocystis nidulans Eidam, 1883